# Nannorrhops ritchieana
Nannorrhops es un género monotípico perteneciente a la familia Arecaceae (las palmeras) cuya una única especie es: Nannorrhops ritchieana.  Es originaria de Asia y se distribuye por el sur de Arabia, Irán y Pakistán. donde  crece a altitudes de hasta 1600 m s. n. m.

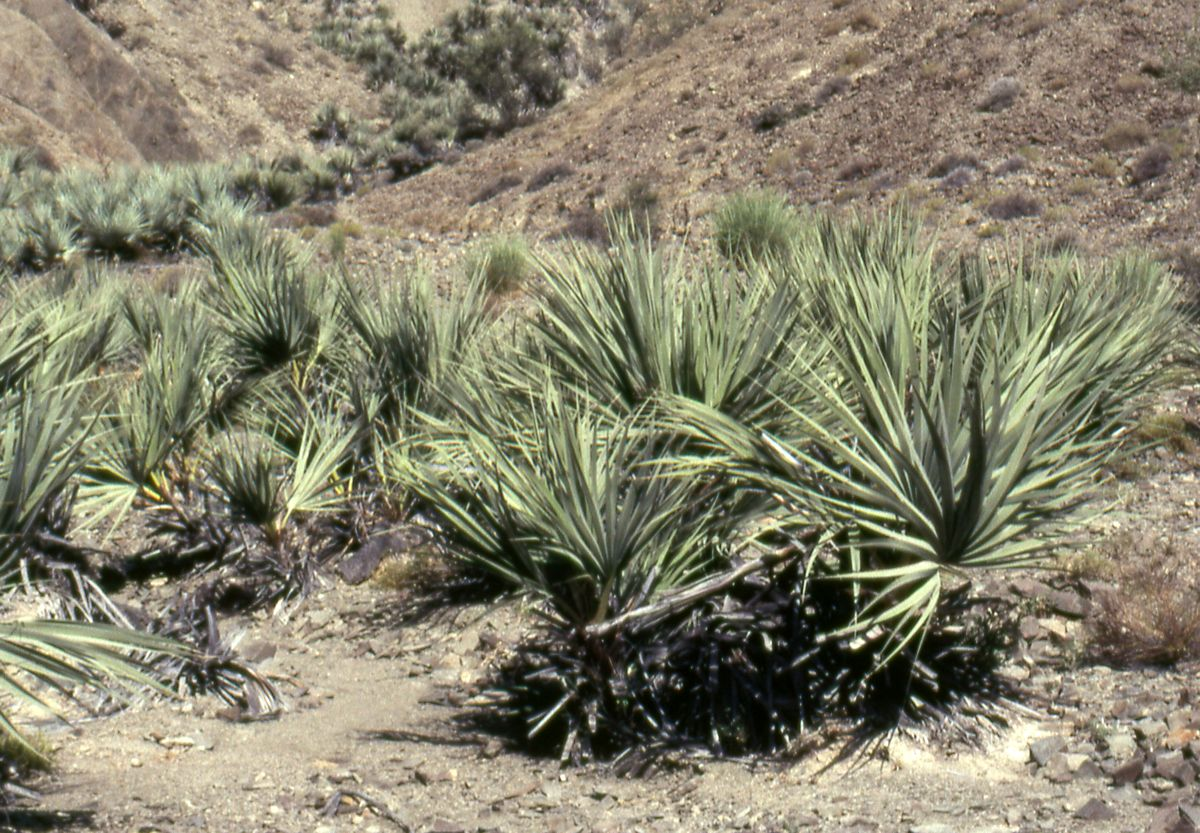
En su hábitat

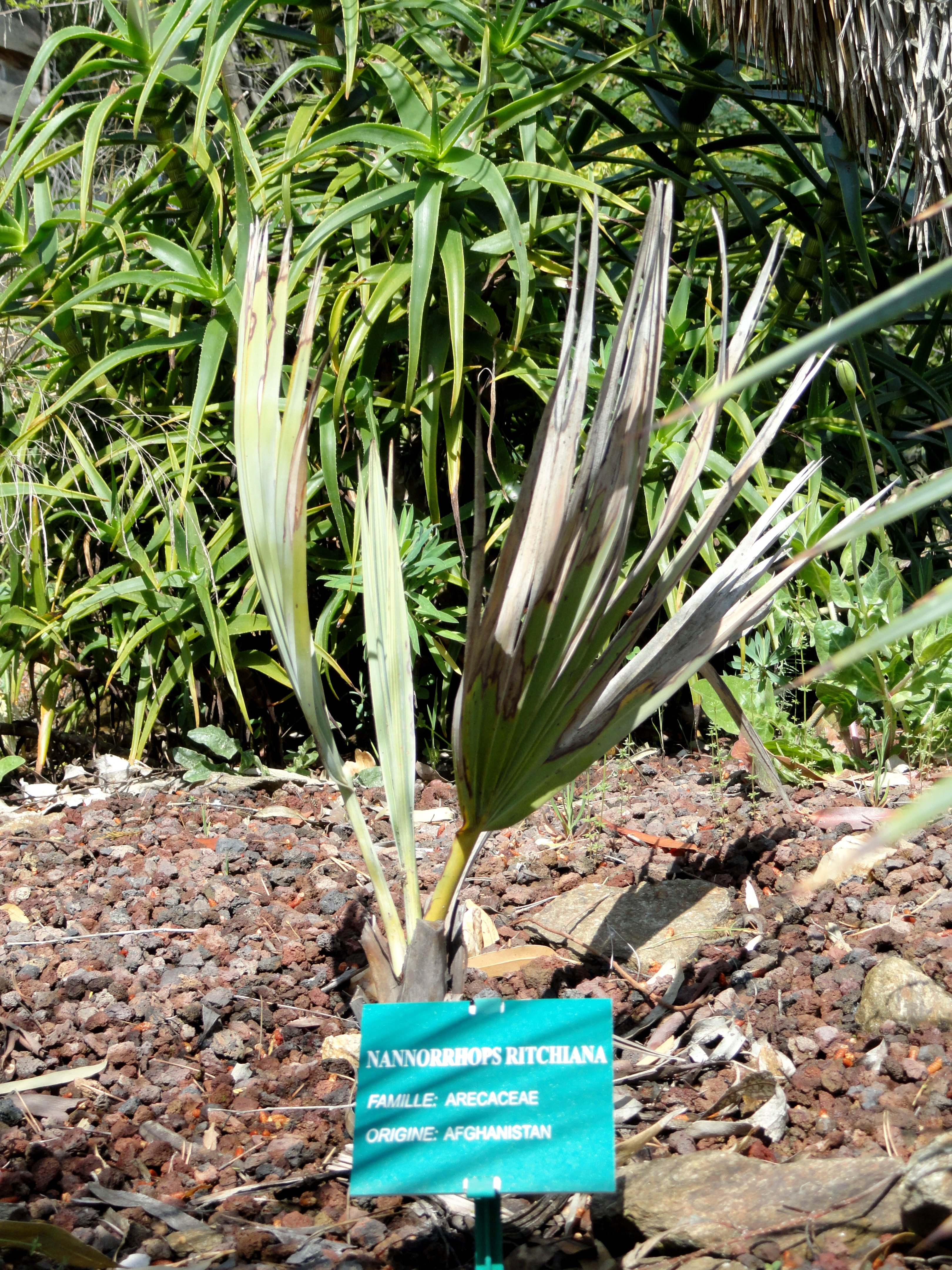
Vista de la planta

## Descripción
Es una palma arbustiva, con varios tallos que crecen desde una sola base.  Los tallos crecen lentamente y, a menudo muy juntos, alcanzando los 1-2 metros o más de altura.  Es una palma con forma de abanico de la tribu Corypheae, las hojas tienen un largo y liso pecíolo que termina en un abanico redondeado con 20-30 foliolos de 30-120 cm de largo, de un color  azul-verdoso glauco.
Las flores crecen en las alturas en la parte superior de los tallos, por lo general es dioica con flores masculinas y femeninas en plantas separadas. El fruto es una drupa de color marrón. Los tallos son monocárpicos, muriendo en el suelo después de la floración,  la planta es de crecimiento continuo desde los brotes basales.

## Cultivo
Es una de las palmeras más resistentes, toleran las heladas de invierno por debajo de los -12 °C (posiblemente hasta -20 °C), aunque requiere veranos muy calientes para un buen crecimiento. Ocasionalmente se cultiva como planta ornamental en el sur de Europa y el sur de América del Norte, pero no es muy cultivada.

## Taxonomía
Nannorrhops ritchieana fue descrita por  Hermann Wendland y publicado en Botanische Zeitung (Berlin) 37: 148. 1879.
Etimología
Nannorrhops: nombre genérico compuesto por nannos = "enano" y rhops = "arbusto", en referencia a su hábitat.
Sinonimia
- Chamaerops ritchieana Griff. (1845).
- Nannorrhops naudiniana Becc. (1921).
- Nannorrhops stocksiana Becc. (1921).
- Nannorrhops arabica Burret (1943).[1]